# Высокопродуктивные компьютерные системы (программа)
Высокопродуктивные компьютерные системы (англ. High Productivity Computing Systems, сокр. HPCS) — проект агентства DARPA по созданию нового поколения экономически перспективных высокопродуктивных вычислительных систем для национальной безопасности и промышленности в период 2007—2010 гг.
HPC Challenge Benchmark (или High-performance computers challenge) — набор нескольких тестов производительсти для определения пиковых характеристик — составная часть проекта. Целью HPCS является создание систем с производительностью в несколько петафлоп.
Участники:
- Sun Microsystems (на этапах I и II) с технологией Proximity communication и разработками Silicon Photonics, Object-Based Storage, Fortress, интервальное исчисление
- IBM с PERCS (Productive, Easy-to-use, Reliable Computer System) на базе процессора POWER7, операционной системы IBM AIX и файловой системы General Parallel File System
- Cray с Chapel и Cascade, а также с файловой системой Lustre
- Hewlett-Packard (на этапе I)
- Silicon Graphics (на этапе I)
- Mitre Corporation (на этапе I)
- Лаборатория имени Линкольна Массачусетского технологического института (на этапах I и II)

Также принимали участие (нынешний статус на официальном сайте не указан):
- Ливерморская национальная лаборатория
- Лос-Аламосская национальная лаборатория

## Дополнительные источники
- Домашняя страница High Productivity Computing Systems
- HPC Challenge
- Раздел сайта DARPA, посвященный HPCS
- Статья о последнем этапе